# Бондарєв Петро Артемович
Петро́ Арте́мович (Артемійович) Бо́ндарєв (27 вересня 1922) — український науковець у галузі математики, кандидат фізико-математичних наук, доцент. Ветеран Другої світової війни, старшина 1-ої статті. Учасник Параду Перемоги.

## Життєпис
Народився 27 вересня 1922 року в місті Калач (за іншими даними — хутір Морозівка) Воронезької області, РСФРР в родині сільського лікаря та робітниці. Згодом його сім'я перебралася до Харкова, а звідти — до Одеси. До початку Другої світової війни встиг здобути середню освіту й пройти курс занять у Одеській морській школі. Продовжити навчання у військовому училищі завадила війна і освоювати бойове ремесло довелось на полі бою.
Учасник оборони Одеси та Севастополя, військових операцій з потоплення нацистських субмарин в Карському морі (Заполяр'я). Старший червонофлотець, а згодом — старшина 1-ої статті, стерновий морського тральника ТЩ-116 (USS Arcade AM-143) в Складі ескадри Північного флоту ВМФ СРСР. Учасник Параду Перемоги 24 червня 1945 року.
Після закінчення Другої світової війни ще тривалий час виконував завдання з розмінування акваторій північних морів. Після демобілізації закінчує університет та починає займатись викладацькою діяльністю. На початку кар'єри 12 років викладав математику в Чернігівському вищому військовому авіаційному училищі льотчиків. Захистив дисертацію на здобуття наукового ступеня кандидата фізико-математичних наук. Наступні 25 років викладав вищу математику у Чернігівському політехнічному інституті.
Через Російське вторгнення в Україну був змушений залишити Чернігів, своє 100-річчя святкував у Німеччині, де проживає разом з донькою.